# Ruy Irigaray
Ruy Santiago Irigaray Junior (Porto Alegre, 14 de outubro de 1982) é um empresário e político brasileiro. Filiado ao União Brasil (UNIÃO), foi eleito deputado estadual para a 55ª Legislatura da Assembleia Legislativa do Rio Grande do Sul. Ocupou a posição de líder do partido no Parlamento Gaúcho no começo de 2019. Em sua primeira eleição, em 2018, obteve a segunda maior votação entre os deputados estaduais, com 102.117 votos em 494 dos 497 municípios gaúchos – 1,76% dos votos válidos no Estado. É um dos principais apoiadores do presidente Jair Bolsonaro no Estado, sendo depois convidado pelo governo estadual para ser o secretário de Desenvolvimento Econômico e Turismo. Em março de 2022, foi cassado pela Assembleia Legislativa do Rio Grande do Sul, enquanto respondia pelo suposto desvio de função de servidores de seu gabinete para obras na casa de sua sogra.

## Biografia
Iniciou sua carreira empresarial aos 12 anos em negócios da família nas áreas de combustíveis e rural e, aos 16 anos, fundou sua primeira empresa no setor de alimentação. Atualmente, possui empreendimentos nas áreas dos combustíveis e do agronegócio. Entrou para a política em 2018 ao se candidatar a deputado estadual pelo PSL, no Rio Grande do Sul, e eleger-se com a segunda maior votação entre os postulantes ao Parlamento Gaúcho.

## Cassação
Em fevereiro de 2021, foi noticiado que Irigaray estaria sendo investigado pelo Ministério Público por ser suspeito de utilizar funcionários do gabinete, em horário de expediente, para realizar atividades que não estão vinculadas ao trabalho de assessor (como reformas na casa da sogra e atividade de babá).
Também havia indícios de que existam a prática de "rachadinhas" e de um "gabinete do ódio" com vários celulares disponíveis para lançamento de fake news e ataques à adversários (inclusive do próprio partido, como o deputado federal Bibo Nunes).
Em 22 de março de 2022, a Assembleia Legislativa do Rio Grande do Sul decidiu pela cassação do mandato do deputado. Foram 45 votos favoráveis à perda do cargo e apenas 3 votos contrários. Com isso, Ruy Irigaray ficou inelegível por oito anos. O voto foi ao encontro dos pareceres da Comissão de Ética e da Comissão de Constituição e Justiça, que já haviam declarado favoráveis à cassação do político.